# Hapag-Lloyd

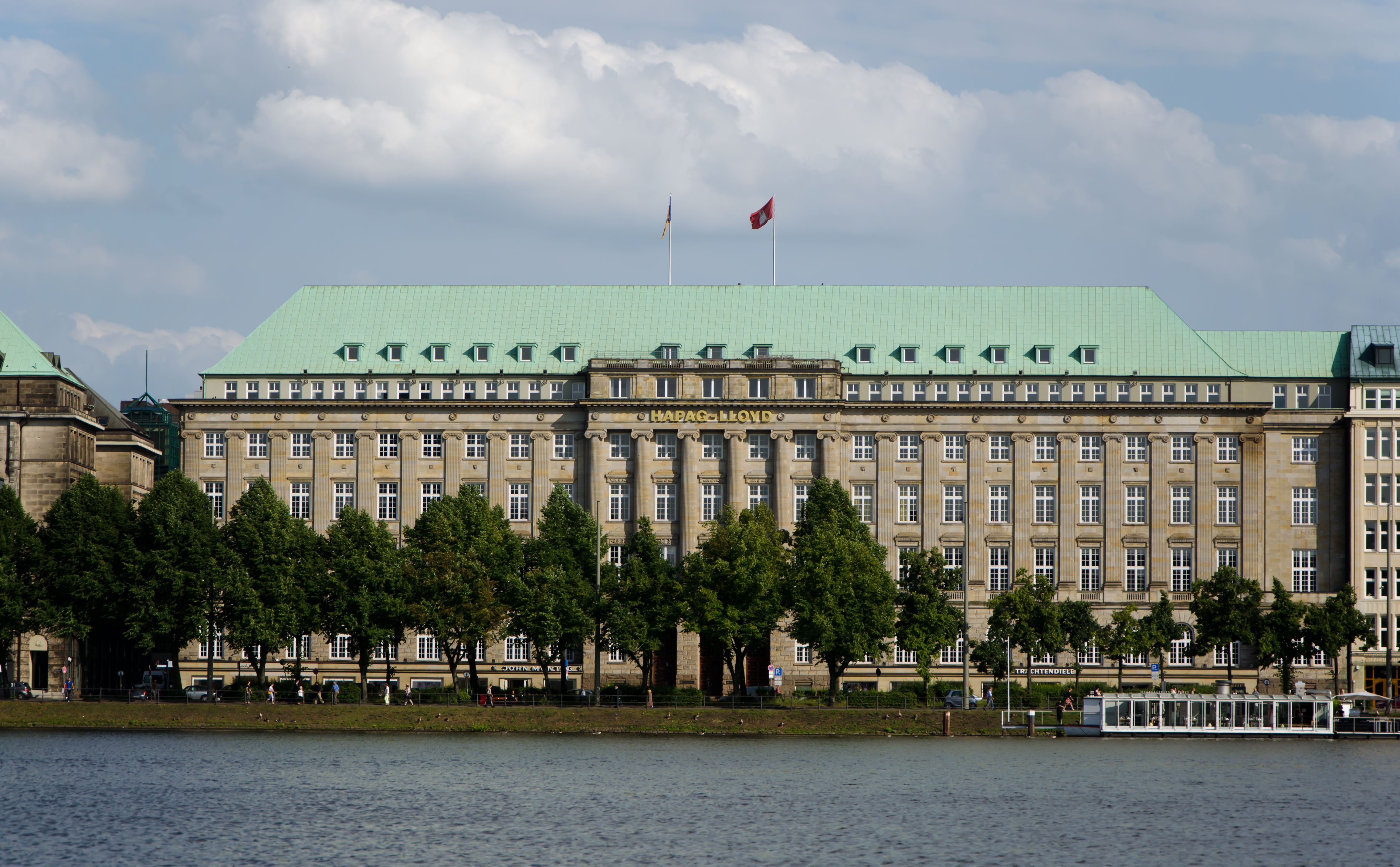
Siedziba przedsiębiorstwa przy bulwarze Ballindamm w Hamburgu

Hapag-Lloyd AG – niemieckie przedsiębiorstwo logistyczne od 2015 notowane na giełdzie z siedzibą w Hamburgu. To piąty na świecie morski przewoźnik kontenerowy pod względem łącznej pojemności floty w wielkości 2,39 mln TEU (2025).

## Historia
W 1847 powstało przedsiębiorstwo żeglugowe Hamburg-Amerikanische Packetfahrt-Actien-Gesellschaft (HAPAG), obsługujące początkowo tylko rejsy pomiędzy Hamburgiem a USA (Hoboken, Nowy Orlean). Przewoziło początkowo emigrantów z Niemiec oraz krajów Europy Środkowej. W czasie I i II wojny światowej jego działalność była zawieszana. W 1970 połączyło się z Norddeutscher Lloyd z Bremy, działając od tej pory pod nazwą HAPAG-Lloyd.
Po wielu przekształceniach, sprzedażach i fuzjach w 2006 dawne Hapag-Lloyd AG i Hapag-Lloyd Container Line GmbH połączyły się, tworząc nową Hapag-Lloyd AG. Pod koniec 2019 Hapag-Lloyd posiadał 239 statków, 112 własnych i 127 wyczarterowanych, o łącznej pojemności 1,7 mln TEU. Na 2024 rok, spółka posiada 299 jednostek o łącznej pojemności 2,35 mln TEU.
20 marca 2021 Hapag-Lloyd ogłosił, że zawarł umowę na zakup holenderskiej firmy transportowej kontenerowej NileDutch, która miała wieloletnie doświadczenie na morskich rynkach zachodnioafrykańskich. Przejęcie zostało zakończone 8 lipca tego roku.
Od 2016 roku do 2025 był w sojuszu The Alliance. Od lutego 2025 roku, Hapag-Lloyd wraz ze spółką Maersk tworzy Gemini Alliance.